# 对刺藤
对刺藤（学名：Scutia eberhardtii）为鼠李科对刺藤属下的一个种。